# Fernando Panico
Fernando Panico MSC (ur. 1 stycznia 1946 w Tricase) – włoski duchowny katolicki posługujący w Brazylii, biskup Crato w latach 2001-2016.

## Życiorys
31 października 1971 otrzymał święcenia kapłańskie w zgromadzeniu Misjonarzy Najświętszego Serca Jezusowego. Dwa lata po święceniach wyjechał do Brazylii i został rektorem niższego seminarium w Pinheiro. Był także m.in. mistrzem nowicjatu w São Paulo, a także superiorem brazylijskiej sekcji afiliowanej do włoskiej prowincji zgromadzenia.
2 czerwca 1993 papież Jan Paweł II mianował go biskupem diecezji Oeiras-Floriano. Sakry biskupiej udzielił mu 14 sierpnia 1993 arcybiskup Miguel Fenelon Câmara Filho.
2 maja 2001 został mianowany biskupem ordynariuszem diecezji Crato. Funkcję tę sprawował do 28 grudnia 2016.